# Avatime-Nyangbo jezici
Avatime-Nyangbo jezici su malena skupina od (3) jezika koja pripada široj skupini left bank, jednoj od glavnih grana kwa jezika. Ime je skupina dobila po dva glavna jezika, to su avatime (najznačajniji) i nyangbo, dok je treći predstavnik tafi. Svi jezici su iz Gane.
Ukupan broj govornika iznosi 34.800 (2003.), od kojih avatime ima 24.000, nyangbo 6.400 i tafi 4.400 govornika.

## Klasifikacija
Nigersko-kongoanski jezici/ Niger-Congo, 
Atlantsko-kongoanski jezici/Atlantic-Congo, 
Voltaško-kongoanski jezici/ Volta-Congo, 
Kwa jezici/ Kwa, 
Left Bank jezici Left Bank, 
Avatime-Nyangbo: (3): avatime, nyangbo, tafi.

## Vanjske poveznice
- Ethnologue (14th)
- Ethnologue (15th)